# Марьевка (Владимирская область)
Марьевка — деревня в Селивановском районе Владимирской области России, входит в состав Малышевского сельского поселения.

## География
Деревня расположена в 12 км на юго-запад от центра поселения села Малышево и в 38 км на юго-запад от райцентра рабочего посёлка Красная Горбатка.

## История
Деревня образовалась в 1852 году из переселенцев из деревни Кочергино того же Суровцовского прихода.
В конце XIX — начале XX века деревня входила в состав Крюковской волости Меленковского уезда, с 1926 года — в составе Бутылицкой волости Муромского уезда. В 1859 году в деревне числилось 9 дворов, в 1905 году — 16 дворов, в 1926 году — 53 двора.
С 1929 года деревня входила в состав Кочергинского сельсовета Селивановского района, с 1940 года — в составе Ново-Федоровского сельсовета, с 1958 года — в составе Первомайского сельсовета, с 2005 года — в составе Малышевского сельского поселения.

## Население
| 1859 | 1905 | 1926 | 2002 | 2010 | 2021 |
| ---- | ---- | ---- | ---- | ---- | ---- |
| 64   | ↗121 | ↗138 | ↘42  | ↘25  | ↗27  |